# Karl Nohr
Alwin Werner Karl Nohr (* 11. April 1905 in Fermersleben bei Magdeburg; † 28. April 1973 in Berlin) war ein deutscher Politiker (KPD/SED), Gewerkschafter und Diplomat.

## Leben
Nohr, Sohn eines Gießereiarbeiters, absolvierte nach der Volksschule eine Lehre und arbeitete als Vulkaniseur, Kernmacher und Dachdecker. 1923 trat er dem KJVD und der KPD bei. Von 1930 bis 1933 war Nohr Organisationsleiter der „Liga für Mutterschutz und soziale Familienhygiene“ in Magdeburg.
Nach der „Machtergreifung“ der Nationalsozialisten emigrierte er 1933 nach Frankreich. Zwischen September 1933 und April 1935 war Nohr Sekretär beziehungsweise Archivar beim Sexualforscher Professor Magnus Hirschfeld (1868–1935). Von 1935 bis 1939 war er politischer Mitarbeiter der Roten Hilfe in Frankreich. Anschließend war er von 1939 bis 1942 interniert. Zwischen 1942 und 1945 gehörte Nohr der britischen Armee an, aus der er im Januar 1945 entlassen wurde. Er war anschließend Maler in einer US-Einheit in Algerien.
Im Oktober 1945 kehrte Nohr nach mehrmonatigem Aufenthalt in Frankreich nach Deutschland zurück: Er wurde 1945 Mitglied des Freien Deutschen Gewerkschaftsbundes (FDGB) sowie 1946 Mitglied der SED. Er übernahm zunächst gewerkschaftliche Funktionen: Von 1945 bis 1949 war er Vorsitzender des FDGB-Kreisvorstandes Magdeburg. 1949/50 war er Leiter der Organisationsabteilung und Mitglied des FDGB-Bundesvorstandes. 1950/51 war er Referent in der Abteilung für Arbeit und Sozialfürsorge beziehungsweise der Wirtschaftsabteilung des ZK der SED, von 1952 bis 1960 politischer Mitarbeiter beim FDGB-Bundesvorstandes. Von 1958 bis 1960 arbeitete er zudem für den Weltgewerkschaftsbund in Prag.
1960 trat er in den diplomatischen Dienst der DDR und wurde Mitarbeiter des Ministeriums für Auswärtige Angelegenheiten der DDR (MfAA). Zwischen 1960/61 war er zeitweise Leiter der Vertretung beziehungsweise designierter Botschafter der DDR in Conakry, Guinea. Der Austausch von Botschaftern zwischen der DDR und dem zwei Jahre zuvor in die Unabhängigkeit entlassenen Guinea löste zwischen Bonn und Conakry eine diplomatische Krise aus: Im Sinne der Hallstein-Doktrin brach die Bundesrepublik Deutschland die wirtschaftlichen und diplomatischen Beziehungen mit einem Land ab, wenn dieses die DDR diplomatisch anerkannte. Guinea wäre der erste nicht-sozialistische Staat gewesen, der die DDR diplomatisch anerkannt hätte. Nachdem die DDR-Nachrichtenagentur ADN den Botschafteraustausch als fait accompli gemeldet hatte, berief Bundesaußenminister Heinrich von Brentano daher den bundesdeutschen Botschafter Herbert Schroeder zeitweilig ein. Der guineische Staatspräsident Ahmed Sékou Touré lehnte jedoch Mitte März 1960  – nicht zuletzt aufgrund des Drucks aus Bonn und Washington – eine Akkreditierung Nohrs als Botschafter ab. Nohr, der bereits vor Ort war, kehrte daraufhin in die DDR zurück. Von 1961 bis 1963 war Nohr Botschafter der DDR in Hanoi, Demokratische Republik Vietnam.
Anschließend war Nohr von 1963 bis 1968 wissenschaftlicher Mitarbeiter an der Gewerkschaftshochschule „Fritz Heckert“ in Bernau bei Berlin.